# Jean-François Henriod
 (octobre 2019).
Si vous disposez d'ouvrages ou d'articles de référence ou si vous connaissez des sites web de qualité traitant du thème abordé ici, merci de compléter l'article en donnant les références utiles à sa vérifiabilité et en les liant à la section « Notes et références ».
Pour les articles homonymes, voir Henriod.
Jean-François Henriod est un général français de la Révolution et de l'Empire, né le 21 octobre 1763 à La Rivière-Enverse dans le duché de Savoie et mort le 20 juin 1825 à Néris-les-Bains, dans l'Allier.

## Biographie

### Du simple soldat au chef de bataillon
Issu d'une famille de moyenne noblesse du duché de Savoie, il est le fils de Jean-François Henriod et de Michelle Burtin. Il entre comme soldat le 12 octobre 1782 dans le régiment de Berwick. Caporal le 9 septembre 1783, sergent-fourrier le 21 janvier 1784, sergent-major le 24 juillet 1791, sous-lieutenant le 7 septembre suivant, lieutenant le 15 novembre 1792 et capitaine adjudant-major le 5 juillet 1793, il fait toutes les campagnes de la Révolution de 1792 à l'an IX aux armées du Rhin et d'Angleterre. En l'an II, il passe avec le 1er bataillon du 8e d'infanterie dans la 159e demi-brigade de bataille, devenue 10e de ligne à l'organisation de l'an IV. Il est nommé chef de bataillon le 19 messidor an III.
Pendant la retraite de Mayence, en l'an IV, alors que son bataillon est chargé de protéger la retraite de la division Renaud dans les gorges sous Trippstadt, il se trouve enveloppé par trois bataillons de grenadiers autrichiens et un corps d'émigrés. Aussitôt, il forme ses hommes en colonne serrée et lance sur l'ennemi une masse de tirailleurs chargée de l'attaquer sur tous les points. Faisant alors volte-face et ralliant ses tirailleurs, il fond sur le centre des bataillons autrichiens, culbute tout ce qui s'oppose à son passage, enlève 156 prisonniers et rejoint à une lieue de là, au Kaiskop, la division dont il couvre les derrières.
Il assiste la même année au siège de Kehl, où il est blessé d'un coup de feu. En l'an V, pendant la grande retraite de l'armée du Rhin, Henriod, avec un corps de 3 000 hommes que lui ont confié les généraux Moreau et Desaix, balaie le val de Saint-Pierre dans la Forêt-Noire et tient en échec, dans celui de Kuntzig, le général autrichien Neuendorf, qui, à la tête de 25 000 hommes, attend l'armée française tandis que celle-ci file par Donescheim et débouche dans le Brisgau par le val d'Enfer. Ainsi, pendant six jours, sans éprouver de pertes sensibles, il intercepte toute communication avec les habitants, trompe l'ennemi par des espions et le harcèle nuit et jour dans les positions boisées et rocailleuses qu'il occupe sur Triberg et Hornberg.

### Les premières campagnes napoléoniennes
Passé avec son grade dans la 65e demi-brigade de ligne le 19 nivôse an XI, il sert à l'armée de Hanovre jusqu'à la fin de l'an XIII. Major du 100e régiment d'infanterie de ligne le 30 frimaire an XII et membre de la Légion d'honneur le 4 germinal suivant, il fait les campagnes d'Autriche, de Prusse et de Pologne avec la Grande Armée de 1805 à 1807. Le 11 novembre 1805, au cours de la bataille de Dürenstein, la division Gazan, forte de 4 000 hommes sous la direction d'ensemble du maréchal Mortier, est soudainement enveloppée par le 1er corps d'armée russe de Koutouzov et composé d'environ 35 000 hommes. Après un combat opiniâtre dans lequel les Français parviennent à repousser leurs assaillants, le maréchal et les officiers généraux retournent au quartier général de Spitz lorsqu'une forte colonne ennemie, chargée d'intercepter les communications, les oblige à rebrousser chemin.
Pendant ce temps, une autre colonne d'environ 10 000 Russes vient attaquer les positions occupées par la division Gazan sur le plateau d'Impach. Sans attendre les ordres, le major Henriod réunit le 100e de ligne, auquel se rallient les 4e léger, 103e de ligne et 4e de dragons, et adresse à ces troupes une allocution énergique au nom de l'honneur français, du salut de ses drapeaux et de celui de ses chefs. Au moment où le maréchal arrive sur le plateau, Henriod lance la charge et enfonce les bataillons russes qui se replient en désordre. La division Gazan, ainsi dégagée, peut rejoindre celle du général Dupont à une lieue de Diernestein. À la suite de cette affaire dans laquelle il a eu deux chevaux tués sous lui, le major Henriod reçoit devant toute la division les témoignages de la satisfaction du maréchal Mortier, qui le présente le lendemain à l'aide de camp de l'Empereur venu sur les lieux pour connaître les résultats de la journée.
Nommé officier de la Légion d'honneur à la suite de ce fait d'armes, il est fait colonel du 14e de ligne le 30 décembre 1806. Il se distingue de nouveau à la bataille d'Eylau, où son régiment, est le seul du 7e corps à rompre et à traverser la première ligne russe. Toutefois, sans soutien et atteint d'une blessure grave, il rétrograde et forme son régiment carré. Toutes les attaques russes sont mises en échec, mais son régiment perd 28 officiers, 590 sous-officiers ou soldats tués et 700 blessés. Touché à la cuisse le 1er juin suivant durant la bataille d'Heilsberg, il est envoyé en Espagne en 1808 et fait la guerre en Aragon et en Catalogne jusqu'en 1814. Le 21 juillet 1808, il reçoit la croix de commandeur de la Légion d'honneur.

### Dans la péninsule Ibérique
Le 23 novembre 1808, à Tudela, il enfonce la gauche de l'ennemi. Plus tard, il coopère au siège de Saragosse au cours duquel il est blessé d'un coup de feu. Il prend également part aux différentes actions qui suivent la prise de cette place. 
Vers le mois d'août 1809, il bat et poursuit pendant deux mois, de village en village, le brigadier-général Villa-Campa qui trouve finalement refuge dans un monastère près de Tremendad, au milieu de la chaîne des monts de Castille. Ce monastère, bâti sur le sommet d'une montagne et entouré d'obstacles naturels, est réputé inaccessible ; Villa-Campa y réunit 5 000 soldats réguliers ainsi qu'un grand nombre de paysans. Le colonel Henriod part le 13 novembre de Daroca, distant de quinze lieues de Tremendad, à la tête du 14e de ligne, du 13e cuirassiers, de quatre compagnies d'élite et d'un bataillon du 2e régiment de la Vistule, qu'accompagnent deux canons et un obusier. Arrivé le 25 au pied du mont Tremendad, il fait ses dispositions d'attaque et, après huit heures d'un combat acharné, il s'empare du couvent et l'incendie. Les positions espagnoles sont enlevées à la baïonnette malgré les obstacles naturels favorisant la défense.
Créé baron de l'Empire le 18 mars 1809 et élevé au grade de général de brigade le 3 juillet 1810, il mérite les éloges de l'Empereur par les services qu'il rend au combat de Tenega, le 13 janvier 1811, puis lors la défense de Lérida en 1812.

### Dernières années
En congé de convalescence depuis le 28 juin 1813, il est mis en non-activité le 1er septembre 1814. De retour au pouvoir, Louis XVIII nomme Henriod chevalier de Saint-Louis le 17 janvier 1815. Au retour de l'île d'Elbe, l'Empereur le rappelle à l'activité et le désigne, le 12 juin, pour prendre le commandement suprême de la place du Quesnoy. Cependant, la défaite de Napoléon en Belgique le 18 juin ne lui laisse pas le temps de prendre son commandement. Admis à la retraite le 6 octobre suivant, il meurt le 20 juin 1825 à Néris-les-Bains, dans l'Allier.